# 클라우스 해뢰
클라우스 유하니 해뢰(핀란드어: Klaus Juhani Härö, 1971년 3월 31일~)는 핀란드의 영화 감독, 각본가이다. 주로 핀란드와 스웨덴에서 활동하고 있으며 2004년에 핀란드 국가예술상을 받았다.

## 작품 목록
- 《엘리나: 마치 내가 없었던 것처럼》(2003)
- 《나의 어머니》(2005)
- 《야곱 신부의 편지》(2009)
- 《더 펜서》(2015)